# カルロス・フランシスコ・デ・クロワ

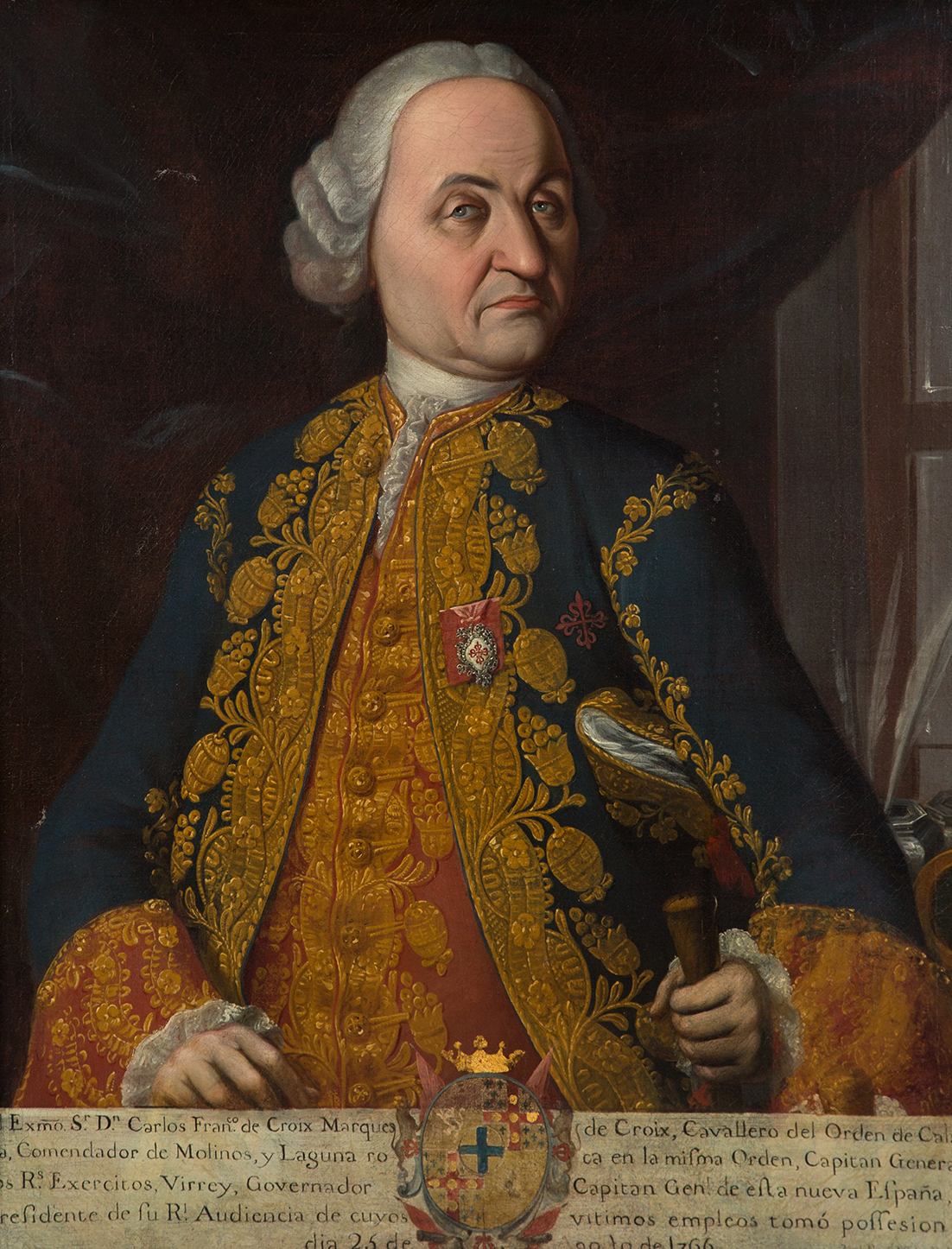
カルロス・フランシスコ・デ・クロワ

初代クロワ侯爵カルロス・フランシスコ・デ・クロワ（Carlos Francisco de Croix, I marqués de Croix、1703年1月1日 - 1778年10月28日（1786年没とも））は、フランス出身のスペインの軍人で、第45代ヌエバ・エスパーニャ副王（1766-1771年）。
フランス領フランドルの出身であり、フランス名はフランソワ・シャルル・ド・クロワ（François Charles de Croix）だった。
1776年にヌエバ・エスパーニャの初代内陸諸地方総司令官に就任し、後にペルー副王に就任したテオドロ・デ・クロワ (Teodoro de Croix) は甥にあたる。

## 生涯
クロワは今のベルギー国境に近いフランスのリールで生まれた。若くしてスペインへ行き、軍人としての経歴を重ねた。任地はフランドル地方、イタリア、セビリアなどだった。彼はオーストリア継承戦争のいくつかの戦闘に参加した。
1765年11月5日にヌエバ・エスパーニャ副王に任命され、1766年8月に任地に到着した。当時はホセ・デ・ガルベスによるヌエバ・エスパーニャのブルボン改革の最中であった。またカリブ海でイギリスとの衝突が起きていた。
クロワは今のソノラ州を植民地化した。ヌエバ・ビスカヤではコマンチェとの戦いに勝利した。
1767年2月27日のカルロス3世の勅令によって、スペインの領土からイエズス会が追放されることになった。この命令は6月25日にガルベスによってイエズス会に伝えられた。この命令に対して特にグアナフアト、パツクアロ、バリャドリード（今のモレリア）で強い反発が起きたが、クロワは武力によって抵抗勢力を排除した。
教会との対立は異端審問に関しても発生した。クロワはアウト・デ・フェで罪人を公衆の面前で火刑にすることを禁じ、火刑場は潰されてアラメダ・セントラル公園の一部にされた。
カルロス3世は毛皮貿易のためにロシア人が北アメリカ太平洋岸にやってきていることを懸念し、クロワが副王に任命された目的のひとつに、今のアメリカ合衆国カリフォルニア州に相当する地域をヌエバ・エスパーニャの支配地として確立することがあった。1769年、クロワはガスパル・デ・ポルトラの率いる兵士とフランシスコ会のフニペロ・セラを中心とする宣教師による探検隊をアルタ・カリフォルニアに送った。彼らはカリフォルニア初のフランシスコ会のミッションであるミシオン・サン・ディエゴ・デ・アルカラを今のサンディエゴに建設した。
1770年には宝くじの発行によって大きな経済的な成功を得た。
1771年に副王を退任した後、スペインに戻ってバレンシア総監に就任した。